# St. Stephanus (Triftern)

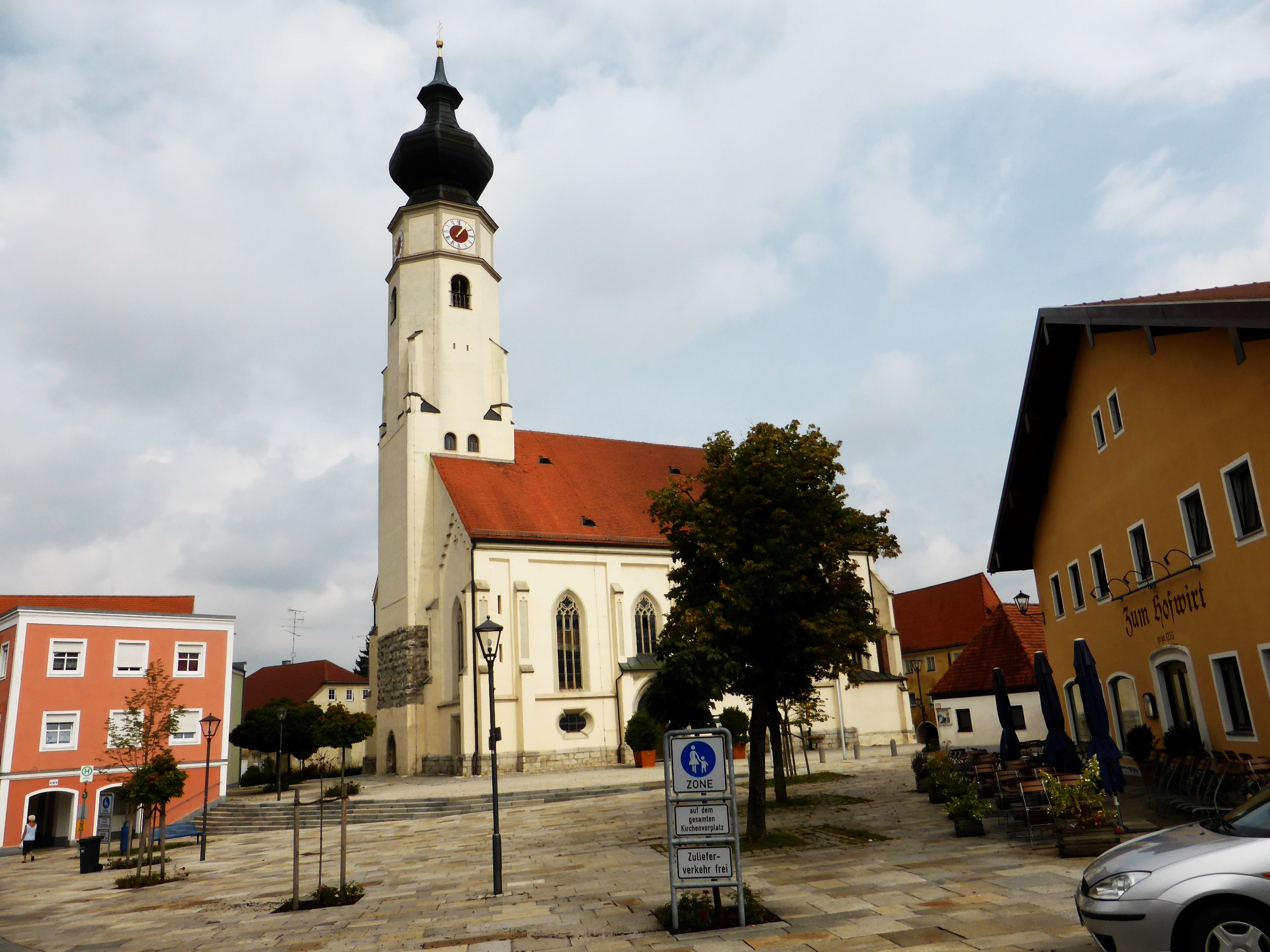
St. Stephanus in Triftern

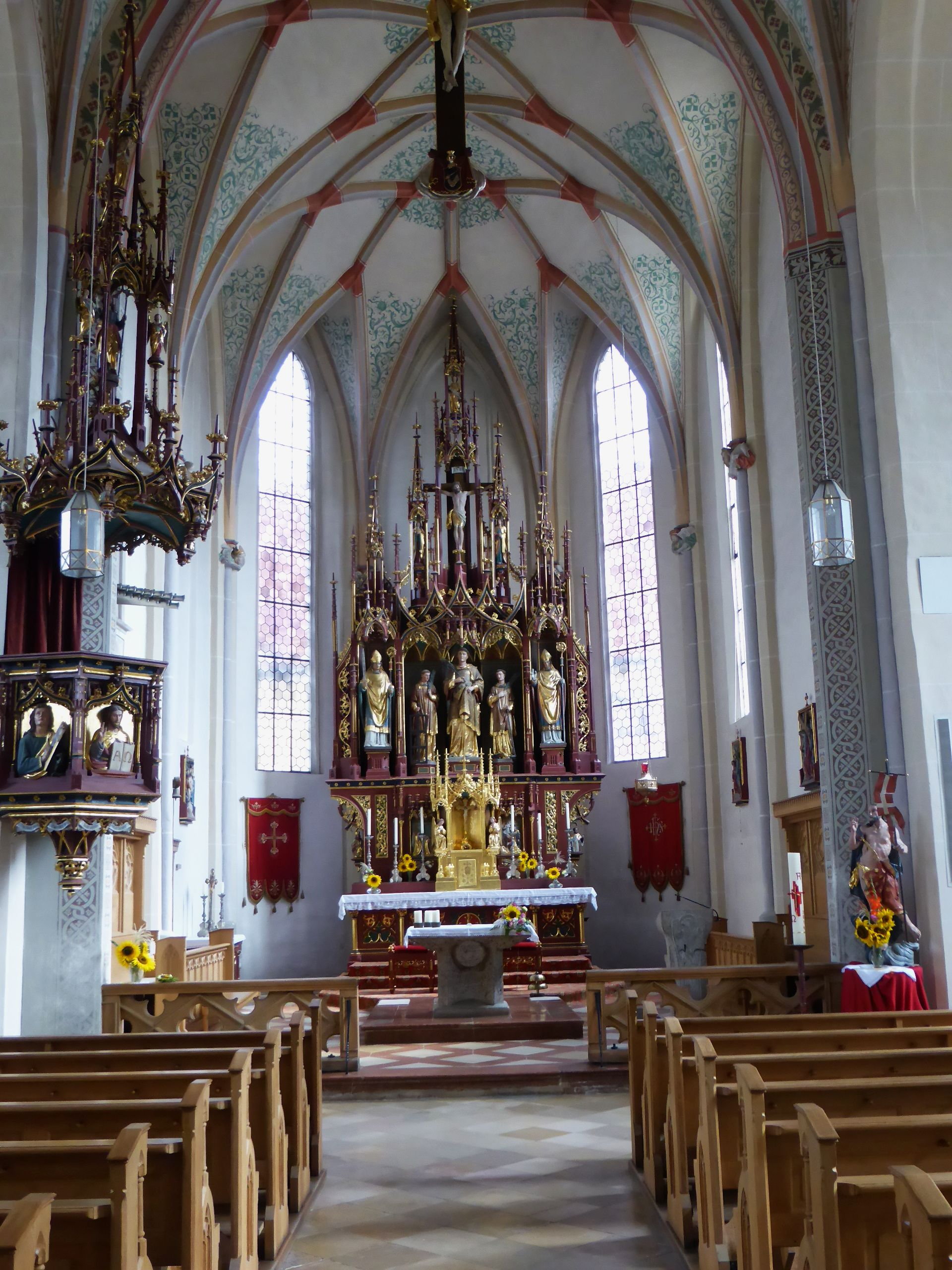
Hochaltar

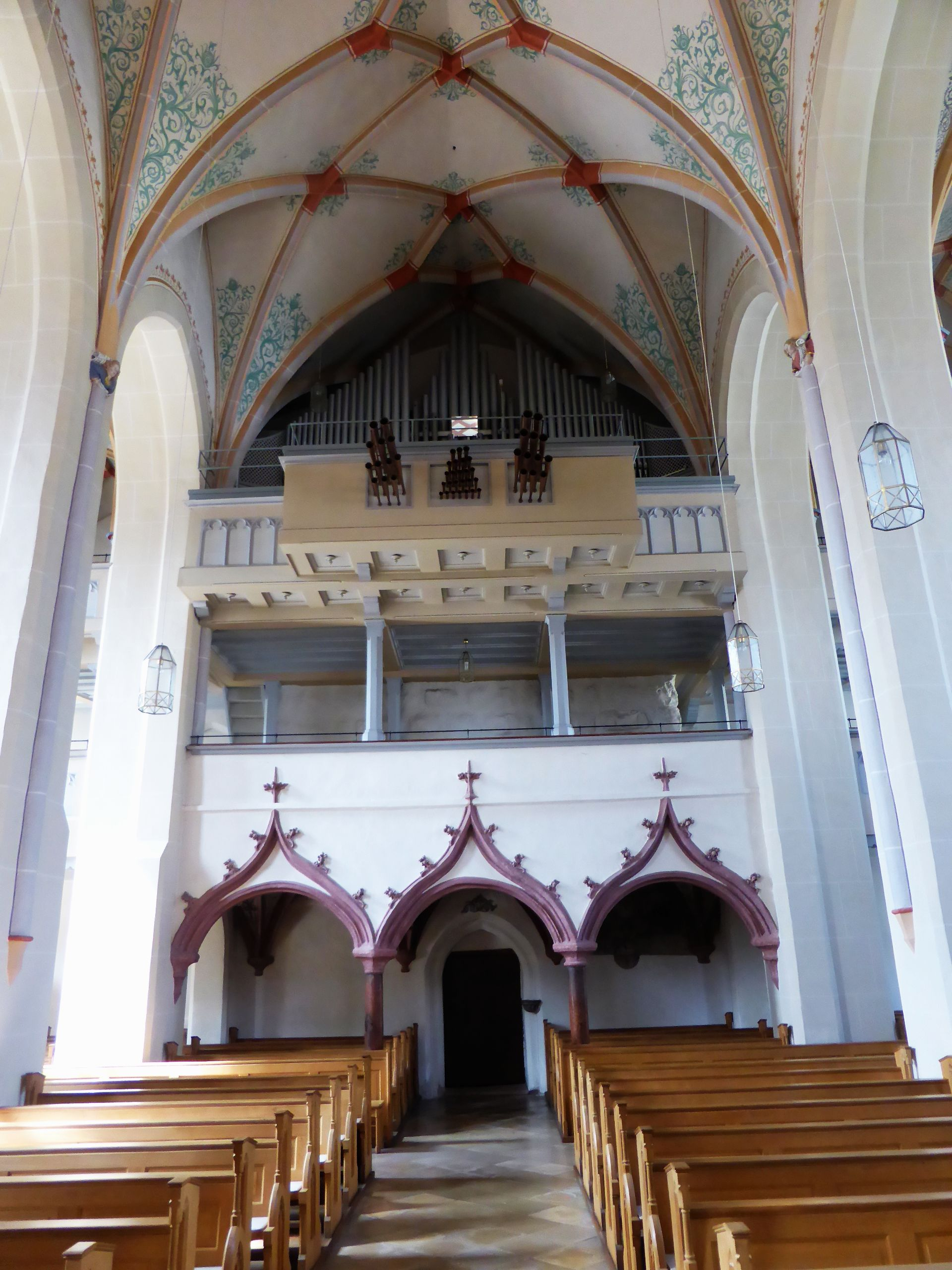
Westempore mit Orgel

Die dem heiligen Stephanus geweihte Pfarrkirche Triftern liegt in der niederbayerischen Gemeinde Triftern.

## Geschichte
Triftern wird als Truftara zur Zeit des Passauer Bischofs Reginhar von Passau erwähnt. Damals ging ein Klostergut von Postmünster an den Bischof über. Dieses wurde zur Ausstattung der Pfarrei Triftern dem dortigen Pfarrer übergeben, der Kirche wurde das Patrozinium der Domkirche zu Passau, nämlich das des Märtyrers St. Stephan, gegeben. 1170 ist Triftern als Säkularpfarrei bezeugt, in diesem Jahr übergab der Priester Impertus dem Kloster Asbach mehrere Besitzungen.
1193 wurde der untere Teil des Kirchturms aus Buckelsteinquadern als Wehrturm erbaut. Dieser konnte nur über eine Leiter im ersten Stock betreten werden, zudem wurden zwei unterirdische Gänge angelegt, um den Turm ungesehen verlassen zu können. Im 13. Jahrhundert wurden durch den Bischof Gebhard I. von Plain die Einkünfte von Triftern dem Passauer Domkapitel mit der Auflage übertragen, dass in der ganzen Bistum Passau das Fest des hl. Rupert gefeiert werde. 1684 fiel Triftern wieder an das Bistum Passau zurück. 1291 hatte Papst Pius IV. der Kirche zu Triftern einen Ablassbrief erteilt; damals war der hl. Nikolaus der Kirchenpatron.
Bis in das 17. Jahrhundert war Triftern Sitz eines Dekanates, dieses wurde dann nach Pfarrkirchen verlegt. Heute gehört die  Pfarre Triftern zum Dekanat Pfarrkirchen und bildet mit der Pfarrei Neukirchen bei Pfarrkirchen den Pfarrverband Triftern.

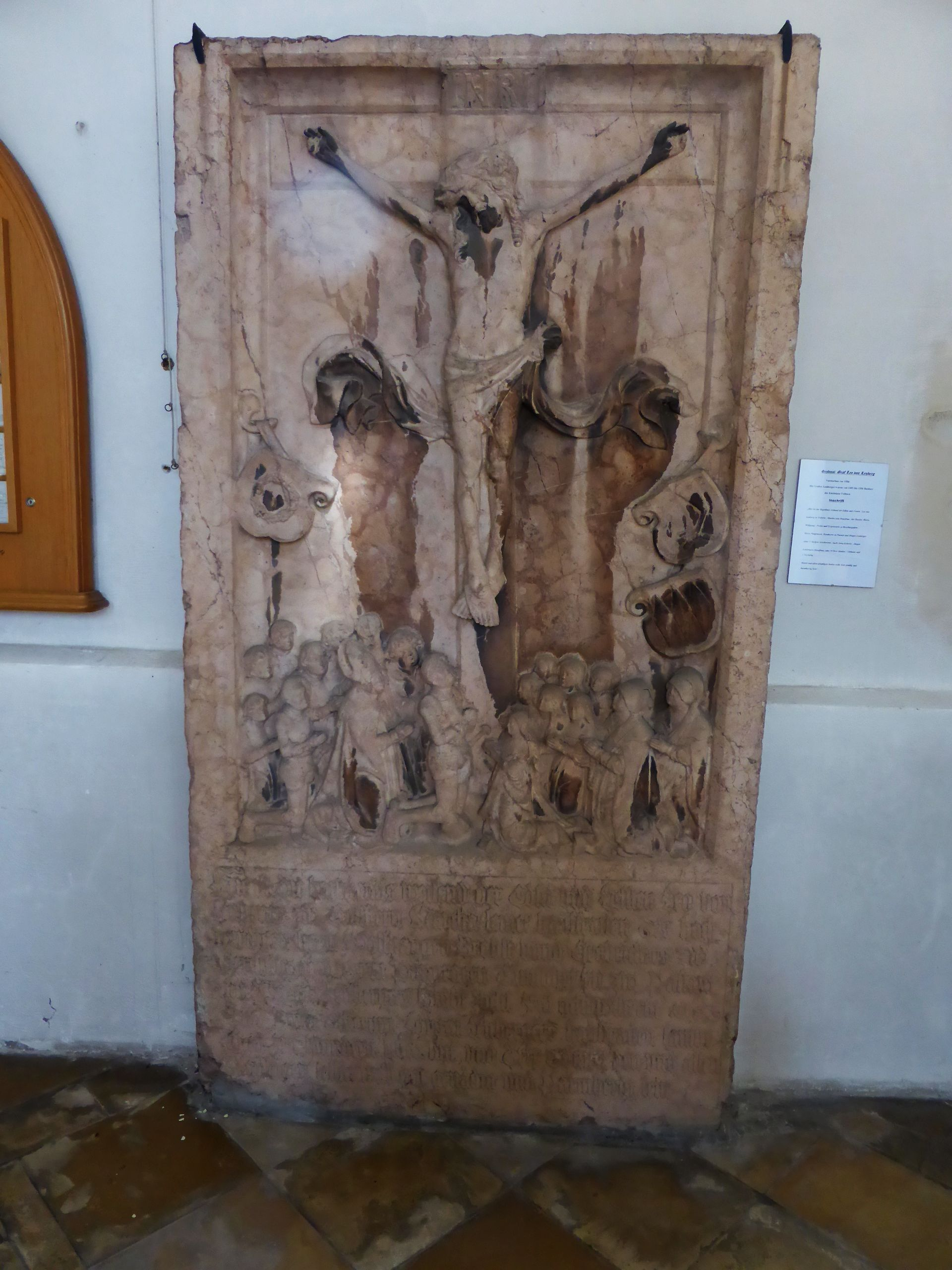
Epitaph des Leo von Lenberg zu Triftern

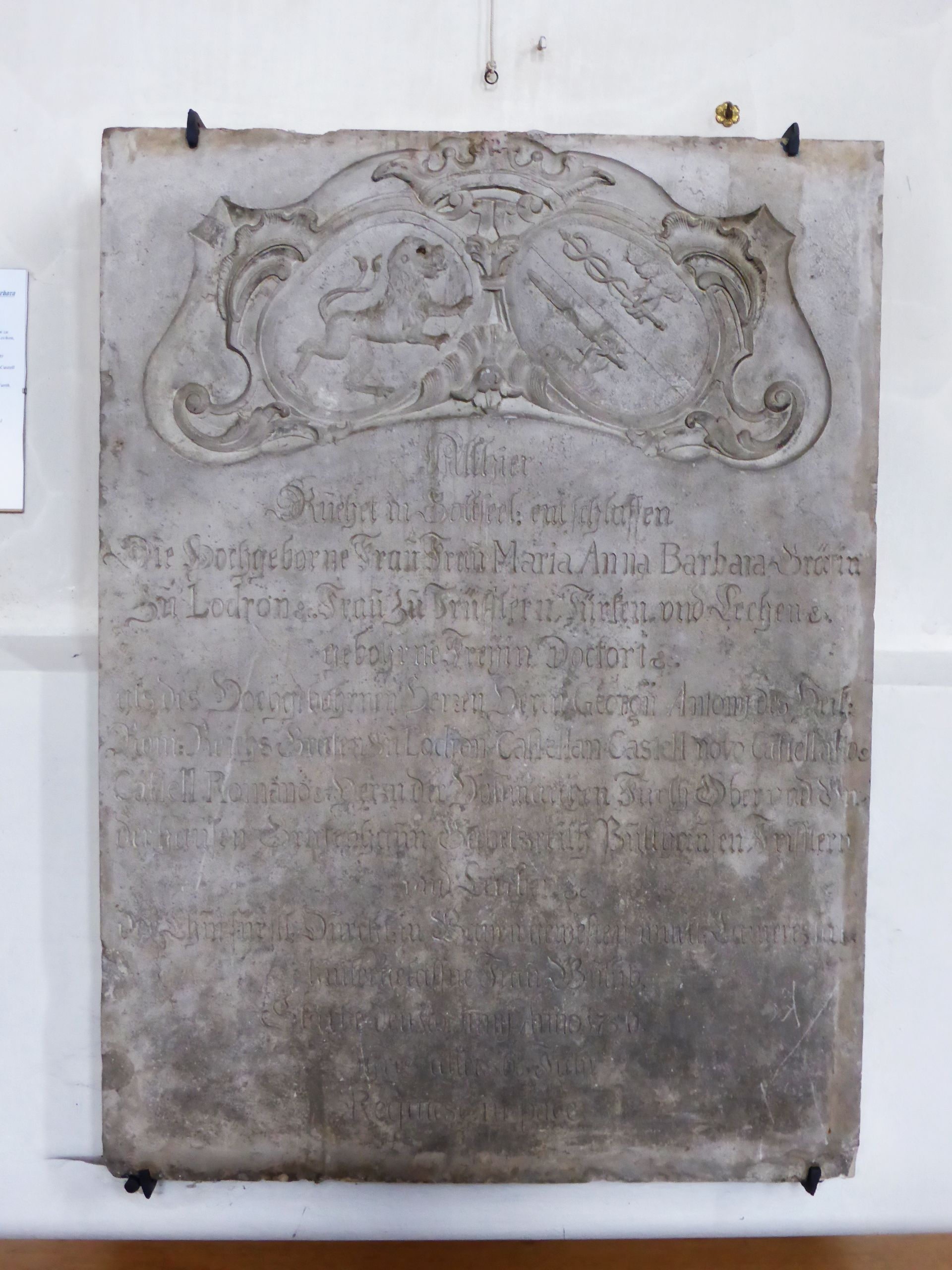
Epitaph der Maria Anna Barbara Gräfin zu Lodron

## Bau
Die heutige Kirche stammt zu wesentlichen Teilen (Langhaus, Mittelschiff und achteckiger Turmaufsatz) aus den Jahren 1465 bis 1473 und ist von dem Baumeister Michael Sallinger erbaut worden. Bauherr war Pfarrer Albert Schönhofer, späterer Weihbischof von Passau. Der Westturm, der frühere Wehrturm, ist in das Langhaus eingerückt. Sein achtachsiger Oberbau ist spätgotisch. Nach dem Einsturz der gotischen Turmpyramide wurde 1741 eine barocke Kuppelhaube aufgesetzt.
Das Chor stammt aus der Zeit um 1490. In der dreischiffigen Westempore findet man eine Freskomalerei von 1583.
Der spätgotische einschiffige Bau aus der zweiten Hälfte des 15. Jahrhunderts erhielt 1860/61 zwei Seitenschiffe. Die Ausstattung der Kirche ist neugotisch. Die Seitenschiffe sind neugotisch und wurden anlässlich der Kirchenerweiterung von 1860/61 angelegt. 1861 wurde eine Orgel aufgestellt. Die neugotische Einrichtung (Hochaltar, Seitenaltäre, Kanzel und Kreuzweg) wurde zwischen 1865 und 1871 durch den Münchner Bildhauer Anselm Sickinger angefertigt.

## Ausstattung
Der Hochaltar zeigt im Mittelteil den Kirchenpatron, links von ihm steht der hl. Laurentius und rechts der hl. Vinzenz von Saragossa. Zudem finden sich hier die Statuen des Bischofs Maximilian und des Wanderbischofs Valentin.
Der rechte Seitenaltar ist ein Christusaltar. Im Mittelteil zeigt Christus dem ungläubigen Thomas seine Wunden. Daneben sind die Hll. Petrus und Paulus im Halbrelief dargestellt. Daneben befinden sich die Hll. Florian und Sebastian. Der linke Seitenaltar ist ein Marienaltar. Im Mittelbild überreicht Maria dem hl. Dominikus einen Rosenkranz. Als Nebenfiguren sind hier die hl. Dorothea und die hl. Barbara aufgestellt.
Die Kanzel zeigt Christus und die vier Evangelisten. Schriftbänder enthalten die Texte der Zehn Gebote. Am Schalldeckel sind die Büsten der vier Kirchenväter mit ihren Symbolen angebracht.
Das barocke Chorbogenkreuz stammt noch von 1660. Am unteren Ende findet sich das Wappen des Pfarrers Andreas Schott. Die Orgel wurde 1963 bis 1974 von den Firmen Wölfl und Meier erbaut bzw. erweitert. Die Orgel hat drei Manuale und 56 Registern. Mit ihren 3820 Pfeifen ist sie die viertgrößte Orgel im Bistum Passau.
In der Kirche ist eine Reihe von beschrifteten Grabsteinen zu finden. So etwa der rotmarmorne Grabstein des Leo von Lenberg zu Triftern (um 1520) mit einem Reliefbild des Gekreuzigten und der knienden Familie, des Albrecht Schenkh von Stauffenberg († 10. Dezember 1633), der Maria Anna Barbara Gräfin zu Lodron († 10. Juni 1765), des Dekans Maximilian Ferdinand Hormayr von Hortenberg († 11. April 1757), des Pfarrers Andreas Schott († 18. Dezember 1684) sowie eine Gedenktafel an das NS-Opfer Franz Jägerstätter.